# Forte Quezzi
Forte Quezzi (285 s.l.m.) è un forte di Genova, situato sulla sommità del Colle della Calcinara, che domina parte della val Bisagno e quella di Quezzi. È prossimo ad un altro forte che fa parte del gruppo di fortificazioni collinari genovesi: Forte Monteratti.

## Storia
L'ideazione di un forte sulle alture orientali del Bisagno avvenne intorno al 1747, quando la città di Genova l'anno prima fu minacciata dall'avanzata dell'esercito austro-piemontese arrivato ad assediare le alture del vicino monte Ratti, sopra l'abitato di Quezzi.
Il 27 agosto, il Primo Ingegnere dell'esercito dell'Infante di Spagna, Jacque de Sicre, poteva annunciare alla Giunta della Difesa l'inizio dei lavori alla ridotta di Quezzi e ai Camaldoli. Tuttavia le opere, che con l'edificazione di Forte Santa Tecla e Forte Richelieu avrebbero potuto rappresentare un formidabile sistema difensivo, a causa di alcuni problemi di progettazione, e per mancanza di fondi, non furono portate a termine.
Abbandonata e incompiuta, l'opera nelle operazioni di assedio del 1800, era allo stato di rudere.
Ma il Generale Andrea Massena incaricato della difesa di Genova, resosi conto dell'importanza strategica che l'opera fortificata poteva avere, ne ordinò immediatamente il ripristino dei lavori.
Così nonostante l'esecuzione dei lavori fosse ritenuta dai tecnici quasi impossibile a causa di carenza di materiali e manodopera.
Ma secondo testimoni dell'epoca, il Forte fu costruito in tre giorni e tre notti:
[...] Questi travagli, che dovevano durare almeno tre mesi, furono fatti in tre giorni e tre notti. Vi travagliarono con indicibile zelo, i generali, gli ufficiali, e i soldati.
[...] e il nemico fu così sconcertato dalla subita e inaspettata uscita di quelle fortificazioni, che non più ardì attaccare quel Forte né in tempo della sua costruzione, né dopo.»
(Riccardo Dellepiane, "Mura e Forti di Genova")
Nel 1809 in piena epoca Napoleonica, grazie a fondi francesi, furono supportate migliorie al forte, ad opera del Corpo Imperiale del Genio Napoleonico, che compresero il rifacimento in pietra del recinto bastionato, e la realizzazione della caserma a due piani, con soprastante terrazza.
Dopo l'annessione di Genova al Regno di Sardegna nel 1814, l'apposita commissione del Genio militare sabaudo, riconoscendo l'importanza strategica della posizione, dispose per alcune migliorie all'opera non di grosso valore.
L'obiettivo era quello di impedire al nemico di inoltrarsi nella valle del Bisagno, per questo scopo 
La caserma poteva ospitare 70 uomini, più altri 105 da collocare "paglia a terra"»
(Stefano Finauri, "Forti di Genova")
Una relazione militare del 1830 analizzò la condizione del Forte, che venne considerato di scarsa importanza, in quanto in "cattivo stato", e in quanto "la sua posizione non pare essere di grande utilità nella difesa; converrà lasciarlo cadere, e perciò non si faranno più riparazioni."
Il 14 luglio 1857 alcuni rivoltosi seguaci di Mazzini, tentarono con un colpo di mano di impadronirsi del Forte, fallendo.
Una relazione militare del 1875 definisce il Forte "di poco valore".

### Storia recente
Abbandonato, nel 1914 il forte Quezzi fu successivamente dato in concessione ad alcuni privati.
L'ennesima relazione datata 1936 ci fa conoscere lo stato del Forte, le strutture sono fatiscenti, il ponte levatoio manca, i serramenti sono totalmente mancanti, le scale interne sono spesso prive di gradini, pavimenti crollati, infiltrazioni d'acqua dalla terrazza.
Durante la Seconda guerra mondiale il primo piano fu demolito per far posto ad alcune postazioni di artiglieria contraerea, armate con sei cannoni da 76/45; che insieme ad altre postazioni lungo il crinale sul versante dell'abitato di Quezzi erano parte della difesa contraerea della città.
Al termine del conflitto il forte fu completamente abbandonato, e depredato di ogni cosa, oggi è un cumulo di rovine lasciate a sé stesso, con mura crollate, rimaste riconoscibili solo quelle perimetrali, e fa da ricovero per greggi.

## Struttura
L'entrata principale che dà verso la val Bisagno, era protetta da un ponte levatoio oggi irriconoscibile, sormontato da uno stemma Sabaudo, nell'androne d'ingresso c'erano i locali per il corpo di guardia, mentre a destra di questo, una scalinata sale verso il piazzale interno.
Su di questo si affacciava la caserma a due piani, oggi riconoscibile solo per i muri perimetrali del piano terra, ripieni di terra e detriti.

## Come arrivare
Dominante la valle di Quezzi e il quartiere di Marassi, il Forte Quezzi è raggiungibile in automobile dal quartiere del Biscione lungo una vecchia strada militare oggi asfaltata che poco prima di arrivare al quartiere del Biscione sale sulla destra immergendosi in una pineta. Imbocco raggiungibile anche con la linea di autobus 356 di AMT. A piedi dal quartiere di Quezzi o da Sant'Eusebio lungo la strada poderale denominata alla chiesa di Sant'Eusebio.